# Dragon Flyz
Dragon Flyz est une série télévisée d'animation franco-américaine en 26 épisodes de 26 minutes, créée par Savin Yeatman-Eiffel, John Gentile et Anthony Gentile et diffusée entre le 6 septembre 1997 et le 4 avril 1998 sur France 3 dans l'émission Les Minikeums, et en syndication aux États-Unis.

## Synopsis
La série se déroule au XLIe siècle. La Terre, détruite par la folie des hommes, n'est plus qu'un monde mutant balayé par des vents violents. Les derniers survivants humains se sont réfugiés dans une cité volante, Airlandis, et parcourent le monde à la recherche d'un nouvel Eden. De terribles créatures mutantes, restées au sol, combattent ceux qu'ils jugent responsable de leur triste sort. Les combattants des deux bords s'affrontent dans le ciel à dos de dragons, créatures issues elles aussi des mutations...

## Fiche technique
- Titre original et français : Dragon Flyz
- Autres titres francophones : Dragon Flyz, les guerriers volants
- Création : Savin Yeatman-Eiffel, John Gentile et Anthony Gentile
- Réalisation : Xavier Giacometti
- Direction artistique : Guillaume Ivernel
- Décors : Hélène Giraud
- Musique : David Friedman
- Production : Marc du Pontavice
- Sociétés de production : Gaumont Multimédia, France 3
- Pays d'origine :  France,  États-Unis
- Genre : série d'animation, aventure, action
- Durée : 26 minutes

## Voix françaises
- Patrick Borg : Summit
- Damien Boisseau : Peak
- Bernard Bollet : Z'Neth
- Magali Barney : Apex
- Benoît Allemane : Dread Wing
- Marie Vincent : Nocturna
- Claude d'Yd : Aaron
- Pierre Baton : l'assistant de Dread Wing
- Bruno Choël, Régis Ivanov, Christian Pélissier, Jean-Michel Meunier, Olivier Proust : voix additionnelles

## Épisodes
1. L'Aube du dragon (Dragon Dawn)
2. Le Jour du dragon (The Day of the Dragon)
3. L'Alliance impossible (Darkness Bound)
4. Le Fils de Dread (Son of Dread)
5. Les Dragons sauvages (Amber King)
6. L'Ennemi de cristal (Crystal Fire)
7. Le Déserteur (The Defector)
8. L'Ascension de Warnado (Warnado Rising)
9. Les Insectes attaquent (Bugz)
10. Un paradis perdu (Lost Eden)
11. Le Mont Alayas (Mount Alayas)
12. Le Scavenger (Scavenger)
13. Les Dramans noirs (Dark Dramen)
14. L'Éclipse (The Eclipse)
15. La Vengeance de Nocturna (There Can Be Only One)
16. Cifex (Cifex)
17. Les Portes de l'enfer (Into Hell's Gate)
18. Missiles en vue (Ground Zero)
19. Trahison (Betrayed)
20. La Porte des étoiles (The Portal)
21. La Loi de Dread Wing - 1re partie (Dread Wing Rules - Part 1)
22. La Loi de Dread Wing - 2e partie (Dread Wing Rules - Part 2)
23. Apprenti Dragon Flyz (The Children's Crusade)
24. L'Ennemi invisible (The Chameleon)
25. L'Accusé (The Accused)
26. Le Temple perdu (The F.I.S.T. Fighters)

## Diffusion internationale
- Amérique latine : Cartoon Network
- Allemagne : ProSieben
- Espagne : Antena 3
- France : France 3, Fox Kids
- Italie : Italia 1
- Royaume-Uni : GMTV
- Grèce : ANT1